# Kleinbahn Guttentag–Vosswalde
| Kursbuchstrecke: | 128f (1934) 148e (1944) |                                               |                                               |
| Streckenlänge: | 10,94 km                |                                               |                                               |
| Spurweite: | 1435 mm (Normalspur)    |                                               |                                               |
| |                         |                                               |                                               |
| \| \| 0,0 \| Guttentag (pl. Dobrodzień) \| Guttentag (pl. Dobrodzień) \| \| \| 5,0 \| Blachow (nur Güterverkehr) \| Blachow (nur Güterverkehr) \| \| \| \| von Kreuzburg \| \| \| \| \| von Oppeln \| \| \| \| 11,0 \| Vossowska ab 1939: Vosswalde, (pl. Fosowskie) \| Vossowska ab 1939: Vosswalde, (pl. Fosowskie) \| \| \| \| nach Kandrzin \| \| \| \| \| nach Tarnowitz \| \| \| \| \| nach Lublinitz \| \| |                         |                                               |                                               |
| Kopfbahnhof Streckenanfang (Strecke außer Betrieb) | 0,0                     | Guttentag (pl. Dobrodzień)                    | Guttentag (pl. Dobrodzień)                    |
| Dienststation / Betriebs- oder Güterbahnhof (Strecke außer Betrieb) | 5,0                     | Blachow (nur Güterverkehr)                    | Blachow (nur Güterverkehr)                    |
| Abzweig geradeaus und von rechts (Strecke außer Betrieb) |                         | von Kreuzburg                                 | von Kreuzburg                                 |
| Abzweig ehemals geradeaus und von rechts |                         | von Oppeln                                    | von Oppeln                                    |
| Bahnhof | 11,0                    | Vossowska ab 1939: Vosswalde, (pl. Fosowskie) | Vossowska ab 1939: Vosswalde, (pl. Fosowskie) |
| Abzweig geradeaus und ehemals nach rechts |                         | nach Kandrzin                                 | nach Kandrzin                                 |
| Abzweig geradeaus und nach rechts |                         | nach Tarnowitz                                | nach Tarnowitz                                |
| Strecke |                         | nach Lublinitz                                | nach Lublinitz                                |

Die Kleinbahn AG Guttentag–Voßwalde schloss die oberschlesische Kreisstadt Guttentag an das Eisenbahnnetz an.

## Geschichte
Die oberschlesische Kleinstadt Guttentag, die vor dem Ersten Weltkrieg zum Landkreis Lublinitz gehörte, besaß bis 1913 keinen Anschluss an das Eisenbahnnetz. Am 23. April 1913 gründeten der preußische Staat, der Landkreis Lublinitz, die Stadt Guttentag sowie der sächsische König Friedrich August und ein Oberförster aus Oels die Kleinbahn AG Guttentag–Vossowska mit Sitz in Guttentag. Sie eröffnete am 2. Dezember 1913 eine normalspurige Strecke von Guttentag zu dem elf Kilometer entfernt gelegenen Bahnknotenpunkt Vossowska im Landkreis Groß Strehlitz. Den Betrieb führte die Firma Lenz & Co.
Als 1920 der größte Teil des Kreises Lublinitz samt der Kreisstadt an Polen fiel, verlegte man die Verwaltung für den Restkreis nach Guttentag, der seit 1927 auch diesen Namen trug. Nach der Umbenennung des Ortes Vossowska in Vosswalde lautete die Firma der Kleinbahn ab 16. März 1937 Kleinbahn AG Guttentag–Voßwalde. Als Folge der Besetzung Polens durch deutsche Truppen wurde der vorherige Kreis Lublinitz Ende 1939 wiederhergestellt und in Kreis Loben umbenannt; die Verwaltung zog 1941 von Guttentag wieder nach Lublinitz (Loben).
1945 übernahmen die Polnischen Staatsbahnen (PKP) die Strecke und betrieben sie weiter. Der Personenverkehr wurde am 1. Oktober 1991 eingestellt, der Güterverkehr im Juni 1992.
Der Fahrplan für 1914 enthielt fünf Personenzugpaare täglich; in der späteren Zeit bis 1944/45 waren es nur noch vier. Dafür standen 1939 zwei Dampflokomotiven, drei Personen-, ein Pack- und sieben Güterwagen zur Verfügung.
Die beiden Lokomotiven gelangten 1945 mit einem Fluchtzug nach Luckau an der Niederlausitzer Eisenbahn, sie wurden von der Deutschen Reichsbahn übernommen und mit den Nummern 98 6008 und 89 6005 bezeichnet.